# المجلس الاستشاري الوطني حول العنف على المرأة
تم إنشاء المجلس الاستشاري الوطني حول العنف على المرأة في عام 1995 من قبل الخدمات الصحية والإنسانية ووزارة العدل. وهو يتألف من خبراء من إنفاذ القانون، والإعلام، والأعمال التجارية، والرياضة، والصحة، والخدمات الاجتماعية، والدعوة للضحايا. يعمل المجلس مع كل من القطاعين العام والخاص لتعزيز الوعي حول مشكلة العنف على النساء وضحاياها، للمساعدة في ابتكار الحلول، وتقديم المشورة للحكومة الفيدرالية حول هذه القضايا. لا يقدم المجلس الاستشاري الوطني حول العنف على المرأة المشورة بشأن قضايا العنف على الرجال، لأنها دعوة خاصة بالنساء للنساء فقط.
أنشأ المجلس «مجموعة أدوات لوضع حد للعنف على المرأة» ترويجيًا لتقديم إرشادات ملموسة للمجتمعات وقادة السياسة والأفراد المشاركين في أنشطة لإنهاء العنف على المرأة. كما هو موضح، «يركز كل فصل من مجموعة الأدوات على جمهور أو بيئة معينة ويتضمن توصيات لتعزيز جهود الوقاية وتحسين الخدمات ومناصرة الضحايا».